# 佩列斯拉維奇
50°35′59″N 24°31′6″E / 50.59972°N 24.51833°E
佩列斯拉維奇（烏克蘭語：Переславичі），是烏克蘭的村落，位於該國西部沃倫州，由沃洛德米爾區負責管轄，始建於1583年，面積10.3平方公里，海拔高度207米，2001年人口646，人口密度每平方公里62.72人。